# Simon Youl
Simon John Arthur Youl (* 1. Juli 1965 in Symmons Plains, Tasmanien) ist ein ehemaliger australischer Tennisspieler.

## Karriere
Youl gewann 1983 die Juniorenwettbewerbe der French Open, von Wimbledon und der US Open im Doppel, jeweils an der Seite von Mark Kratzmann. Bereits im Jahr zuvor war er Tennisprofi geworden. 1983 gewann er auch das Challenger-Turnier von Sydney, im darauf folgenden Jahr siegte er beim Challenger-Turnier von Lee-on-Solent. Bis Ende der 1980er Jahre spielte er erfolgreich auf der Challenger Tour, verbuchte jedoch auch einige Viertel- und Halbfinalteilnahmen auf der ATP World Tour. Seinen ersten ATP-Turniersieg errang er 1989 in Schenectady, im Jahr darauf gewann er an der Seite von Todd Woodbridge in Casablanca seinen ersten Doppeltitel auf der ATP Tour. Insgesamt kam er in seiner Karriere auf je zwei Einzel- und Doppeltitel. Seine höchsten Notierungen in der ATP-Weltrangliste erreichte er 1992 mit Position 80 im Einzel und Platz 63 im Doppel.
Sein bestes Abschneiden bei einem Grand-Slam-Turnier waren Achtelfinalteilnahmen im Einzel bei den Australian Open und in Wimbledon. Im Doppel erreichte er bei den Australian Open, in Wimbledon und bei den US Open jeweils das Viertelfinale.

## Erfolge
| Legende                       |
| Grand Slam                    |
| Tennis Masters Cup            |
| ATP Masters Series            |
| ATP International Series Gold |
| ATP International Series (4)  |
| ATP Challenger Series (13)    |

### Einzel

#### Turniersiege

##### ATP Tour
| Nr. | Datum         | Turnier     | Belag     | Finalgegner   | Ergebnis      |
| --- | ------------- | ----------- | --------- | ------------- | ------------- |
| 1.  | 23. Juli 1989 | Schenectady | Hartplatz | Scott Davis   | 2:6, 6:4, 6:4 |
| 2.  | 5. April 1992 | Singapur    | Hartplatz | Paul Haarhuis | 6:4, 6:1      |

##### Challenger Tour
| Nr. | Datum             | Turnier       | Belag     | Finalgegner    | Ergebnis      |
| --- | ----------------- | ------------- | --------- | -------------- | ------------- |
| 1.  | 17. Oktober 1983  | Sydney        | Hartplatz | John Frawley   | 3:6, 7:5, 6:2 |
| 2.  | 14. Mai 1984      | Lee-on-Solent | Sand      | Jeremy Bates   | 7:6, 6:4, 6:1 |
| 3.  | 17. August 1987   | Winnetka      | Hartplatz | Roberto Saad   | 5:7, 7:6, 6:3 |
| 4.  | 12. November 1990 | Hobart        | Rasen     | Jamie Morgan   | 7:6, 7:6      |
| 5.  | 18. November 1991 | Auckland      | Hartplatz | Patrick Rafter | 3:6, 6:3, 6:1 |
| 6.  | 19. Juli 1993     | Scheveningen  | Sand      | Bart Wuyts     | 7:5, 1:6, 6:4 |
| 7.  | 11. Juli 1994     | Newcastle     | Hartplatz | Brent Larkham  | 6:1, 7:6      |

### Doppel

#### Turniersiege

##### ATP Tour
| Nr. | Datum              | Turnier    | Belag | Partner         | Finalgegner                     | Ergebnis |
| --- | ------------------ | ---------- | ----- | --------------- | ------------------------------- | -------- |
| 1.  | 10. März 1990      | Casablanca | Sand  | Todd Woodbridge | Paul Haarhuis Mark Koevermans   | 6:3, 6:1 |
| 2.  | 17. September 1994 | Bukarest   | Sand  | Wayne Arthurs   | Jordi Arrese José Antonio Conde | 6:4, 6:4 |

##### Challenger Tour
| Nr. | Datum             | Turnier      | Belag     | Partner           | Finalgegner                      | Ergebnis      |
| --- | ----------------- | ------------ | --------- | ----------------- | -------------------------------- | ------------- |
| 1.  | 7. Mai 1984       | Sutton       | Sand      | Mark Kratzmann    | Stanislav Birner Broderick Dyke  | 4:6, 6:3, 6:4 |
| 2.  | 9. Mai 1988       | Raleigh      | Sand      | David Macpherson  | John Sobel Phil Williamson       | 7:5, 7:5      |
| 3.  | 22. April 1991    | Nagoya       | Hartplatz | Glenn Layendecker | Nduka Odizor Sandon Stolle       | 3:6, 7:6, 7:6 |
| 4.  | 11. November 1991 | Christchurch | Teppich   | Neil Borwick      | Jamie Morgan Sandon Stolle       | 7:5, 7:6      |
| 5.  | 11. Juli 1994     | Newcastle    | Hartplatz | Neil Broad        | Joshua Eagle Tom Kempers         | 6:4, 6:7, 6:4 |
| 6.  | 29. August 1994   | Meran        | Sand      | Tomas Nydahl      | Emanuel Couto João Cunha e Silva | 6:4, 4:6, 6:4 |

#### Finalteilnahmen
| Nr. | Datum           | Turnier  | Belag     | Partner        | Finalgegner                  | Ergebnis      |
| --- | --------------- | -------- | --------- | -------------- | ---------------------------- | ------------- |
| 1.  | 8. Oktober 1989 | Brisbane | Hartplatz | Broderick Dyke | Darren Cahill Mark Kratzmann | 4:6, 7:5, 0:6 |